# NGC 375
NGC 375 este o galaxie eliptică situată în constelația Peștii. A fost descoperită în 1 decembrie 1874 de către Lawrence Parsons, 4th Earl of Rosse. Împreună cu NGC 379, NGC 380, NGC 382, NGC 383, NGC 384, NGC 385, NGC 386, NGC 387 și NGC 388 formează Arp 331.

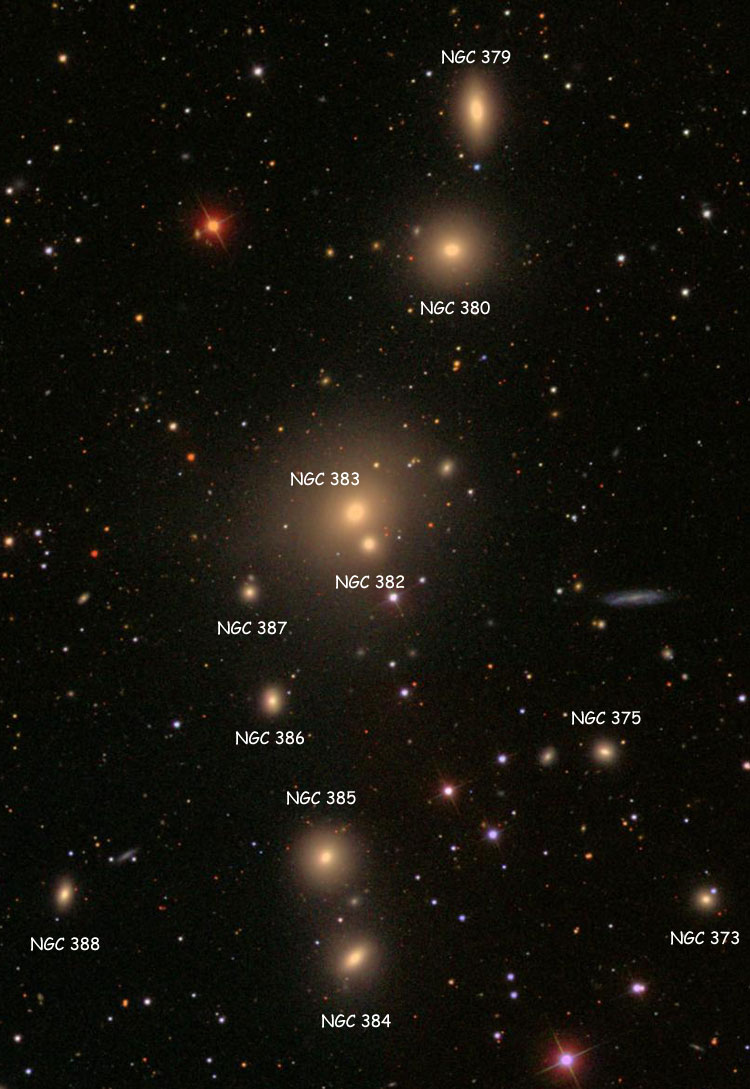
NGC 375